# البحري (عليين)
البحري هي إحدى مشيخات المملكة المغربية، تتبع جغرافيا لإقليم تطوان وإداريًا لعليين. يقدر عدد سكانها بـ 1974 نسمة حسب الإحصاء الرسمي للسكان والسكنى لسنة 2004.